# Општина Воињаса (Олт)
Воињаса (рум. Voineasa) општина је у Румунији у округу Олт.
Oпштина се налази на надморској висини од 147 m.